# 馬庫斯鎮區 (愛荷華州切羅基縣)
馬庫斯鎮區（英語：Marcus Township）是位於美國愛荷華州切羅基縣的一個行政鎮區。

## 地方資料
根據2010年美國人口普查的數據，馬庫斯鎮區的面積為94.77平方千米，當中陸地面積為94.77平方千米，而水域面積為0.00平方千米。當地共有人口1311人，而人口密度為每平方千米13.83人。